# 1-Aminociklopropan-1-karboksilatna sintaza
1-Aminociklopropan-1-karboksilatna sintaza (EC 4.4.1.14, 1-aminociklopropankarboksilatna sintaza, 1-aminociklopropan-1-karboksilno kiselinska sintaza, 1-aminociklopropan-1-karboksilatna sintetaza, aminociklopropankarboksilno kiselinska sintaza, aminociklopropankarboksilatna sintaza, ACC sintaza, S-adenozil-L-metioninska metiltioadenozin-lijaza) je enzim sa sistematskim imenom S-adenozil--metionin metiltioadenozin-lijaza (formira 1-aminociklopropan-1-karboksilat). Ovaj enzim katalizuje sledeću hemijsku reakciju
-adenozil--metionin {\displaystyle \rightleftharpoons } 1-aminociklopropan-1-karboksilat + metiltioadenozin
Ovaj enzim je piridoksal-fosfatni protein.

## Literatura
- Nicholas C. Price; Lewis Stevens (1999). Fundamentals of Enzymology: The Cell and Molecular Biology of Catalytic Proteins (Third изд.). USA: Oxford University Press. ISBN 019850229X.
- Eric J. Toone (2006). Advances in Enzymology and Related Areas of Molecular Biology, Protein Evolution (Volume 75 изд.). Wiley-Interscience. ISBN 0471205036.
- Branden C; Tooze J. Introduction to Protein Structure. New York, NY: Garland Publishing. ISBN 0-8153-2305-0.
- Irwin H. Segel. Enzyme Kinetics: Behavior and Analysis of Rapid Equilibrium and Steady-State Enzyme Systems (Book 44 изд.). Wiley Classics Library. ISBN 0471303097.

## Spoljašnje veze
- 1-aminocyclopropane-1-carboxylate+synthase на 